# Copa Mundial de Hockey Masculino de 2014
La XIII Copa Mundial de Hockey Masculino se celebró en La Haya (Países Bajos) entre el 31 de mayo y el 15 de junio de 2014 bajo la organización de la Federación Internacional de Hockey (FIH) y la Real Federación Neerlandesa de Hockey. Paralelamente se celebró la XIII Copa Mundial de Hockey Femenino.
Los partidos se realizaron en el Estadio Kyocera y el Estadio GreenFields de la ciudad holandesa. Compitieron en el evento 12 selecciones nacionales afiliadas a la FIH por el título mundial, cuyo actual portador es la selección de Australia, ganadora del Mundial de 2010.
El equipo de Australia conquistó su tercer título mundial al vencer en la final al equipo de los Países Bajos con un marcador de 6-1. El conjunto de Argentina ganó la medalla de bronce en el partido por el tercer puesto contra el equipo de Inglaterra.

## Clasificación
| Competición                | Fecha                                  | Sede                       | Plazas | Equipos clasificados               |
| -------------------------- | -------------------------------------- | -------------------------- | ------ | ---------------------------------- |
| País anfitrión             | –                                      | –                          | 1      | Países Bajos                       |
| Liga Mundial (semifinal 1) | 13 – 23 de junio de 2013               | Róterdam · ( Países Bajos) | 4      | Bélgica Nueva Zelanda España India |
| Liga Mundial (semifinal 2) | 29 de junio – 7 de julio de 2013       | Londres ( Reino Unido)     | 2      | Inglaterra Malasia                 |
| Campeonato Panamericano    | 10 – 17 de agosto de 2013              | Brampton · ( Canadá)       | 1      | Argentina                          |
| Campeonato Europeo         | 17 – 25 de agosto de 2013              | Boom · ( Bélgica)          | 1      | Alemania                           |
| Campeonato Asiático        | 24 de agosto – 1 de septiembre de 2013 | Ipoh ( Malasia)            | 1      | Corea del Sur                      |
| Campeonato de Oceanía      | 28 de octubre – 3 de noviembre de 2013 | Stratford ( Nueva Zelanda) | 1      | Australia                          |
| Campeonato Africano        | 18 – 23 de noviembre de 2013           | Nairobi ( Kenia)           | 1      | Sudáfrica                          |
| TOTAL                      |                                        |                            | 12     |                                    |

## Grupos
| Grupo A    | Grupo B       |
| ---------- | ------------- |
| Australia  | Alemania      |
| Inglaterra | Países Bajos  |
| Bélgica    | Nueva Zelanda |
| India      | Corea del Sur |
| España     | Argentina     |
| Malasia    | Sudáfrica     |

## Primera fase
- Todos los partidos en la hora local de los Países Bajos (UTC+2).

Los primeros dos de cada grupo disputan las semifinales. El resto disputan los correspondientes partidos de clasificación final.

### Grupo A
| Equipo     | J | G | E | P | GF | GC | DG  | PTS |
| ---------- | - | - | - | - | -- | -- | --- | --- |
| Australia  | 5 | 5 | 0 | 0 | 19 | 1  | +18 | 15  |
| Inglaterra | 5 | 3 | 1 | 1 | 8  | 9  | -1  | 10  |
| Bélgica    | 5 | 3 | 0 | 2 | 17 | 12 | +5  | 9   |
| España     | 5 | 1 | 2 | 2 | 9  | 12 | -3  | 5   |
| India      | 5 | 1 | 1 | 3 | 7  | 12 | -5  | 4   |
| Malasia    | 5 | 0 | 0 | 5 | 6  | 20 | -14 | 0   |

- Resultados

| Fecha | Hora  | Partido    | Partido | Partido    | Resultado |
| ----- | ----- | ---------- | ------- | ---------- | --------- |
| 31.05 | 10:30 | Australia  | -       | Malasia    | 4-0       |
| 31.05 | 16:00 | Bélgica    | -       | India      | 3-2       |
| 31.05 | 17:30 | Inglaterra | -       | España     | 1-1       |
| 02.06 | 13:00 | Australia  | -       | España     | 3-0       |
| 02.06 | 16:00 | Inglaterra | -       | India      | 2-1       |
| 02.06 | 17:30 | Malasia    | -       | Bélgica    | 2-6       |
| 05.06 | 13:00 | Malasia    | -       | Inglaterra | 0-2       |
| 05.06 | 16:00 | Bélgica    | -       | Australia  | 1-3       |
| 05.06 | 17:30 | India      | -       | España     | 1-1       |
| 07.06 | 13:00 | España     | -       | Bélgica    | 2-5       |
| 07.06 | 14:30 | India      | -       | Malasia    | 3-2       |
| 07.06 | 16:00 | Inglaterra | -       | Australia  | 0-5       |
| 09.06 | 13:00 | Australia  | -       | India      | 4-0       |
| 09.06 | 14:30 | España     | -       | Malasia    | 5-2       |
| 09.06 | 19:45 | Bélgica    | -       | Inglaterra | 2-3       |

### Grupo B
| Equipo        | J | G | E | P | GF | GC | DG  | PTS |
| ------------- | - | - | - | - | -- | -- | --- | --- |
| Países Bajos  | 5 | 4 | 1 | 0 | 14 | 4  | +10 | 13  |
| Argentina     | 5 | 4 | 0 | 1 | 15 | 5  | +10 | 12  |
| Alemania      | 5 | 3 | 0 | 2 | 15 | 6  | +9  | 9   |
| Nueva Zelanda | 5 | 2 | 1 | 2 | 12 | 10 | +2  | 7   |
| Corea del Sur | 5 | 0 | 1 | 4 | 3  | 15 | -12 | 1   |
| Sudáfrica     | 5 | 0 | 1 | 4 | 2  | 21 | -19 | 1   |

- Resultados

| Fecha | Hora  | Partido       | Partido | Partido       | Resultado |
| ----- | ----- | ------------- | ------- | ------------- | --------- |
| 01.06 | 10:30 | Alemania      | -       | Sudáfrica     | 4-0       |
| 01.06 | 16:00 | Países Bajos  | -       | Argentina     | 3-1       |
| 01.06 | 17:30 | Nueva Zelanda | -       | Corea del Sur | 2-1       |
| 03.06 | 14:30 | Sudáfrica     | -       | Nueva Zelanda | 0-5       |
| 03.06 | 16:00 | Alemania      | -       | Argentina     | 0-1       |
| 03.06 | 19:45 | Países Bajos  | -       | Corea del Sur | 2-1       |
| 06.06 | 13:00 | Nueva Zelanda | -       | Argentina     | 1-3       |
| 06.06 | 17:30 | Corea del Sur | -       | Sudáfrica     | 0-0       |
| 06.06 | 19:45 | Alemania      | -       | Países Bajos  | 0-1       |
| 08.06 | 10:30 | Nueva Zelanda | -       | Alemania      | 3-5       |
| 08.06 | 13:00 | Corea del Sur | -       | Argentina     | 0-5       |
| 08.06 | 19:45 | Sudáfrica     | -       | Países Bajos  | 1-7       |
| 10.06 | 10:30 | Argentina     | -       | Sudáfrica     | 5-1       |
| 10.06 | 13:00 | Alemania      | -       | Corea del Sur | 6-1       |
| 10.06 | 19:45 | Nueva Zelanda | -       | Países Bajos  | 1-1       |

## Fase final
- Todos los partidos en la hora local de los Países Bajos (UTC+2).

|  | Semifinales  | Semifinales  |   |           | Final        | Final |  |
|  |              |              |   |           |              |       |  |
|  |              |              |   |           |              |       |  |
|  |              |              |   |           |              |       |  |
|  | Australia    | 5            |   |           |              |       |  |
|  | Argentina    | 1            |   |           |              |       |  |
|  |              |              |   |           |              |       |  |
|  |              |              |   |           |              |       |  |
|  |              |              |   |           | Australia    | 6     |  |
|  |              | Países Bajos | 1 |           |              |       |  |
|  |              |              |   |           |              |       |  |
|  |              |              |   |           |              |       |  |
|  |              |              |   |           | Tercer lugar |       |  |
|  |              |              |   |           |              |       |  |
|  | Países Bajos | 1            |   | Argentina | 2            |       |  |
|  | Inglaterra   | 0            |   |           | Inglaterra   | 0     |  |

### Partidos de clasificación
Undécimo lugar
| Fecha | Hora  | Partido | Partido | Partido   | Resultado |
| ----- | ----- | ------- | ------- | --------- | --------- |
| 12.06 | 13:30 | Malasia | -       | Sudáfrica | 2-6       |

Noveno lugar
| Fecha | Hora  | Partido | Partido | Partido       | Resultado |
| ----- | ----- | ------- | ------- | ------------- | --------- |
| 14.06 | 08:00 | India   | -       | Corea del Sur | 3-0       |

Séptimo lugar
| Fecha | Hora  | Partido | Partido | Partido       | Resultado     |
| ----- | ----- | ------- | ------- | ------------- | ------------- |
| 15.06 | 08:00 | España  | -       | Nueva Zelanda | 1-1 (1-4 pen) |

Quinto lugar
| Fecha | Hora  | Partido | Partido | Partido  | Resultado |
| ----- | ----- | ------- | ------- | -------- | --------- |
| 15.06 | 10:15 | Bélgica | -       | Alemania | 4-2       |

### Semifinales
| Fecha | Hora  | Partido      | Partido | Partido    | Resultado |
| ----- | ----- | ------------ | ------- | ---------- | --------- |
| 13.06 | 15:15 | Países Bajos | -       | Inglaterra | 1-0       |
| 13.06 | 18:00 | Australia    | -       | Argentina  | 5-1       |

### Tercer lugar
| Fecha | Hora  | Partido   | Partido | Partido    | Resultado |
| ----- | ----- | --------- | ------- | ---------- | --------- |
| 15.06 | 12:30 | Argentina | -       | Inglaterra | 2-0       |

### Final
| Fecha | Hora  | Partido   | Partido | Partido      | Resultado |
| ----- | ----- | --------- | ------- | ------------ | --------- |
| 15.06 | 15:15 | Australia | -       | Países Bajos | 6-1       |

## Medallero
|           |              |           |
| Australia | Países Bajos | Argentina |

## Estadísticas

### Clasificación general
| 1. Australia      |
| 2. Países Bajos   |
| 3. Argentina      |
| 4. Inglaterra     |
| 5. Bélgica        |
| 6. Alemania       |
| 7. Nueva Zelanda  |
| 8. España         |
| 9. India          |
| 10. Corea del Sur |
| 11. Sudáfrica     |
| 12. Malasia       |

### Máximos goleadores
| N.º | Nombre             | Selección     | Goles |
| --- | ------------------ | ------------- | ----- |
| 1   | Gonzalo Peillat    | Argentina     | 10    |
| 2   | Chris Ciriello     | Australia     | 7     |
| 3   | Andy Hayward       | Nueva Zelanda | 6     |
| 4   | Tom Boon           | Bélgica       | 5     |
| 4   | Tanguy Cosyns      | Bélgica       | 5     |
| 4   | Kieran Govers      | Australia     | 5     |
| 4   | Akashdeep Singh    | India         | 5     |
| 8   | Jeroen Hertzberger | Países Bajos  | 4     |
| 8   | Justin Reid-Ross   | Sudáfrica     | 4     |
| 8   | Christopher Zeller | Alemania      | 4     |

Fuente: 